# Centrophorus atromarginatus
Centrophorus atromarginatus е вид акула от семейство Centrophoridae.

## Разпространение и местообитание
Видът е разпространен в Индия, Индонезия, Папуа Нова Гвинея, Провинции в КНР, Сомалия, Тайван, Шри Ланка и Япония (Рюкю, Хоншу и Шикоку).
Обитава крайбрежията на океани, морета и заливи. Среща се на дълбочина от 183 до 450 m.

## Описание
На дължина достигат до 87 cm.